# محمد الجدي (لاعب كرة قدم)
محمد الحنيش علي الجدي هو لاعب كرة قدم ليبي يلعب لصالح نادي سانتا كلارا البرتغالي في مركز خط الوسط الدفاعي، وهو من مواليد 22 يونيو (حزيران) 1990.

## مسيرته المهنية
وُلد محمد الحنيش علي الجدي الشلبي في مدينة الزاوية بليبيا في 22 يونيو (حزيران) 1990، وانضم في عام 2013 للعب في صفوف نادي أهلي بنغازي، إلى أن تركه في يوليو (تموز) 2015 وانتقل إلى نادي فيتوريا سيتوبال البرتغالي لكي يلعب إلى جانب مواطنه حمدو الهوني، ثُم انتقل بعد ذلك إلى نادي سانتا كلارا البرتغالي خلال موسم الانتقالات الشتوي في يناير (كانون الثاني) 2016. انضم محمد الجدي إلى منتخب ليبيا لكرة القدم في عام 2013، وشارك معه في تصفيات أفريقيا المؤهلة لكأس العالم 2018 في روسيا.

## المشاركات الدولية
يوضح الجدول التالي أبرز المباريات التي شارك فيها محمد الحنيش الجدي مع منتخب ليبيا:
| الرقم | التاريخ                       | الملعب                               | الخصم                       | النتيجة | المنافسة                                |
| ----- | ----------------------------- | ------------------------------------ | --------------------------- | ------- | --------------------------------------- |
| 1     | 13 نوفمبر (تشرين الثاني) 2015 | صفاقس، تونس                          | رواندا                      | 1–0     | تصفيات أفريقيا المؤهلة لكأس العالم 2018 |
| 2     | 8 أكتوبر (تشرين الأول) 2016   | كينشاسا، جمهورية الكونغو الديمقراطية | جمهورية الكونغو الديمقراطية | 4-0     | تصفيات أفريقيا المؤهلة لكأس العالم 2018 |
| 3     | 31 أغسطس (آب) 2017            | كوناكري، غينيا                       | غينيا                       | 3-2     | تصفيات أفريقيا المؤهلة لكأس العالم 2018 |
| 4     | 4 سبتمبر (أيلول) 2017         | المنستير، تونس                       | غينيا                       | 0-1     | تصفيات أفريقيا المؤهلة لكأس العالم 2018 |